# سان لوي ليه بيتش
سان لوي ليه بيتش هي بلدية في فرنسا، تقع في موزيل، وموزيل، بلغ عدد سكانها 512 نسمة وذلك حسب إحصائيات سنة 2013، تبلغ مساحتها 4.53 كيلومتر مربع، رمزها البريدي هو 57620.

## الموقع
تشترك في الحدود مع:
- Goetzenbruck [الإنجليزية]‏
- Meisenthal [الإنجليزية]‏
- Lemberg, Moselle [الإنجليزية]‏
- Enchenberg [الإنجليزية]‏
- Montbronn [الإنجليزية]‏.

## أعلام
- جان سيتلنغر